# Donne attente alle donne
Donne attente alle donne (Women Beware Women) è una tragedia del drammaturgo inglese Thomas Middleton, pubblicata per la prima volta nel 1657 ma scritta presumibilmente tra il 1612 e il 1627.

## Trama
Bianca è una giovane donna bella e ricca che scappa dalla casa paterna per sposare il povero Leantio. Geloso e insicuro, Leantio ordina alla madre di tenere sotto chiave la moglie mentre lui è fuori casa, causando così il proprio male: il duca di Fiorenze vede la bella Bianca alla finestra, se ne invaghisce e comincia a corteggiarla, con l'aiuto della vedova Livia. Ma le intenzione del Duca sono più oscure di quanto apparissero e l'aristocratico fiorentino stupra bianca. In seguito allo stupro, Bianca diventa cinica, si disinnamora di Laentio a causa della sua povertà e diventa l'amante del duca. Intanto Ippolito, fratello di Livia, è tormentato dal folle desiderio che prova per la nipote Isabella, che però è già promessa in sposa a un giovane sciocco. Livia ricambia i sentimenti dello zio e, quando Livia le spiega che è illegittima e quindi non imparentata con Ippolito, inizia subito una relazione clandestina con l'uomo più maturo. Facilitando l'amore degli altri, Livia si rende conto di essere ancora in grado di amare e così intraprende lei stessa una relazione segreta, diventando l'amante di Leantio.
Quando Ippolito scopre che la sorella ha una tresca con un uomo di estrazione sociale inferiore uccide Leantio. Sconvolta dal dolore, Livia confessa ad Isabella di averle mentito prima: Ippolito è veramente suo zio. Ora che Bianca è vedova, il Duca si decide a sposarla, ma durante il masque organizzato per le celebrazioni la situazione degenera in un bagno di sangue. Gli attori che interpretano i putti nel masqué scagliano contro Ippolito frecce avvelenate e, per porre una rapida fine alle sue sofferenze, l'uomo si lascia cadere sulla sua spada. Isabella e Livia si uccidono a vicenda e Bianca avvelena accidentalmente il Duca in un tentativo di eliminare il futuro cognato, il cardinale. Realizzando il proprio errore, Bianca beve dal calice avvelenato e muore.

## Fonti
Donne attente alle donne è ispirato alle vicende di Bianca Cappello, amante e poi seconda moglie di Francesco I de' Medici, da cui Middleton prese ispirazione non solo per il personaggio di Bianca, ma anche per la sua fuga d'amore con un uomo più povero, la sua relazione con il Duca, la morte del primo marito e il matrimonio con il suo amante aristocratico. La sottotrama con protagonisti Livia, Ippolito e Isabella è molto simile alla trama di un romanzo francese del 1597, ma che non fu tradotto in inglese fino al 1627, l'anno della morte di Middleton. Non è chiaro se Middleton possa avere letto il romanzo in lingua originale o in una traduzione in forma manoscritta prima della stampa del 1627, o ancora se la tragedia di Middleton possa aver ispirato un anonimo traduttore inglese a tradurre l'opera francese dopo aver visto la vicenda sulle scene.

## Composizione e stampa
Non è noto quando Middleton abbia scritto questa tragedia. Studiosi del teatro rinascimentale inglesi datano l'opera tra il 1612 e il 1627, con gli anni 1623 e 1624 ritenuti i più plausibili. L'opera fu inserita nel Stationers' Register il 9 settembre 1653 dal libraio Humphrey Moseley, insieme ad altre due tragedie inedite di Middleton: More Dissemblers Besides Women e No Wit, No Help Like a Woman's. Quattro anni più tardi, nel 1657, Moseley pubblicò Donne attente alle donne e More Dissemblers Besides Women in un'edizione in ottavo intitolata "Two New Plays". Non vi è traccia di nessuna rappresentazione del testo in quel periodo, anche se Nathanael Richards, che ha scritto versi epidittici nell'introduzione dell'edizione del 1657, afferma di averla vista a teatro.

## Edizioni italiane
- Donne attente alle donne, Edizioni del Teatro di Genova n.36, Genova, 1981.